# Думбия, Усман
Усман Думбия (англ. Ousmane Doumbia; родился 21 мая 1992, Аджаме, Кот-д’Ивуар) — ивуарийский футболист, полузащитник швейцарского клуба «Лугано».

## Клубная карьера
Усман Думбия начинал футбольную карьеру на родине в футбольном клубе «Атлетик Аджаме». Позднее перебрался в Швейцарию, где сначала играл в составе «Серветта» на правах аренду, а затем заключив контракт.
10 октября 2020 года Думбия подписал контракт с футбольным клубом «Цюрих». Первый матч за новую команду состоялся 4 ноября 2020 года в рамках Суперлиги против «Базеля», где его команда одержала победу.
14 июня 2022 года Думбия пополнил состав клуба «Лугано», подписав контракт на четыре года. 28 июня 2023 года ивуариец был арендован американским клубом «Чикаго Файр» на оставшуюся часть сезона MLS с опцией выкупа в качестве назначенного игрока. За «Чикаго Файр» дебютировал 27 июля 2023 года в матче Кубка лиг против «Миннесоты Юнайтед», выйдя на замену на 66-й минуте вместо Фабиана Херберса. По окончании сезона 2023 «Чикаго Файр» отклонил трансферную опцию Думбия.